# David Barraud
David Guillaume Barraud (* 15. Juni 1806 in Berlin; † 24. Juni 1869 ebenda) war ein Hof- und Ratszimmermeister.
Barraud entstammte einer Hugenottenfamilie. Sein Vater war der Lederfabrikant Jean David Barraud (1770–1815), die Mutter Anne Susanne, geborene Müller. Er war seit 1832 verheiratet mit Henriette Wilhelmine Charlotte Louise, geborene Kunsdorff und hatte die Söhne Paul Henry David (* 1839, Offizier) und David Frédéric George (* 1843, Zimmermeister).
In Berlin war er an folgenden Bauten beteiligt:
- Um 1852: Wagners Bairisch-Bier-Brauerei, Schönhauser Allee 10 (zusammen mit A. Karch)
- 1861: Erneuerung und Umbau der Französischen Kirche
- 1861–1863: Turmspitze der Dorotheenstädtischen Kirche (Entwurf: Adolf Habelt, 1829–1864)